# Anzor Sanaya
Bản mẫu:Eastern Slavic name
Anzor Zurabovich Sanaya (tiếng Nga: Анзор Зурабович Саная; sinh ngày 22 tháng 5 năm 1989) là một cầu thủ bóng đá người Nga. Anh thi đấu cho F.K. Tom Tomsk.

## Đời sống cá nhân
Anh là con trai của Zurab Sanaya.